# Knoten Vösendorf
Het Knoten Steinhäusel is een snelwegknooppunt in de Oostenrijkse deelstaat Neder-Oostenrijk. Op dit knooppunt in Vösendorf sluiten de (A21) en de S1 aan op de (A2).

## Bouwvorm
Het knooppunt is een mixvormknooppunt.